# Gainesville (village, New York)
Pour les articles homonymes, voir Gainesville.
Ne doit pas être confondu avec Gainesville (ville, New York).
Gainesville est un village du comté de Wyoming, dans l'État de New York, aux États-Unis,. En 2010, il compte une population de 229 habitants.

## Démographie
Lors du recensement de 2010, le village comptait une population de 229 habitants, tandis qu'en 2016, elle est estimée à 218 habitants.